# Макарчук Юрій Валентинович
Ю́рій Валенти́нович Макарчу́к (21 червня 1992 — 8 серпня 2014) — сержант Збройних сил України, учасник російсько-української війни.

## Життєвий шлях
Народився в родині військовика, 1993 року сім'я переїхала до с. Березники (Ємільчинський район), де в 1998 році Юрій пішов у перший клас. У 2002 році переїхав на постійне місце проживання в смт Ємільчине. 2007 року закінчив Ємільчинську загальноосвітню школу № 1. Після строкової служби в армії (2011—2012 роки) працював на різних роботах. Продовжив службу в патрульно-постовій роті 25-ї окремої бригади внутрішніх військ МВС України.
Мобілізований 19 березня 2014 року, Охороняв кордони Миколаївської та Запорізької областей. 16 липня отримав п'ятиденну відпустку додому; після повернення до 30-ї бригади перейшов у розвідку. На початку серпня був направлений до зони АТО. Сержант, стрілець комендантського взводу, 30-а окрема механізована бригада.
Загинув 8 серпня 2014-го під час боїв біля кордону, на дорозі поблизу села Маринівка Шахтарського району Донецької області. В післяобідню пору військова колона, вантажівка «Урал» і БРДМ, вирушили з села Степанівка до Маринівки для облаштування блокпосту, і вже під Маринівкою потрапили під обстріл російських збройних формувань. Юрій перебував у БРДМ, загинув на місці під час обстрілу. Упізнаний за експертизою ДНК серед похованих під Дніпром, 19 березня 2015 року перепохований на кладовищі в смт Ємільчине. Поліг у бою разом з Олександром Іщуком і Сергієм Шепетьком. Тоді ж загинули Олександр Закусило, Роман Козаренко, Олександр Коростинський.
Через місяць тіло було вивезене волонтерами пошукової місії «Чорний тюльпан». Упізнаний за експертизою ДНК серед похованих під Дніпром невідомих героїв АТО. 19 березня 2015 року перепохований у Ємільчиному.
Залишилися батько Валентин та мама Наталія Макаруки, старший брат й молодша сестра.

## Нагороди та вшанування
За особисту мужність і героїзм, виявлені у захисті державного суверенітету та територіальної цілісності України, вірність військовій присязі під час російсько-української війни, відзначений — нагороджений
- орденом «За мужність» III ступеня (15.5.2015, посмертно)
- його портрет розміщений на меморіалі «Стіна пам'яті полеглих за Україну» у Києві: секція 2, ряд 9, місце 17
- 1 вересня 2015 року в Ємільчинському ЗЗСО І-ІІІ ступенів № 1 відкрито меморіальні дошки на честь колишніх учнів Макарчука Юрія, Лаговського Віктора та Сагана Сергія
- вшановується 8 серпня на щоденному ранковому церемоніалі вшанування захисників України, які загинули за свободу, незалежність і територіальну цілісність нашої держави[1].